# Barry Williams (Leichtathlet)
Barry Williams (* 5. März 1947) ist ein ehemaliger britischer Hammerwerfer.
Bei den British Commonwealth Games 1970 in Edinburgh gewann er für England startend Bronze.
1971 schied er bei den Leichtathletik-Europameisterschaften in Helsinki in der Qualifikation aus, und 1972 kam er bei den Olympischen Spielen in München auf den 16. Platz.
Bei den British Commonwealth Games 1974 in Christchurch wurde er Vierter.
1972 wurde er Englischer Meister. Seine persönliche Bestleistung von 73,86 m stellte er am 1. Juli 1976 in Blackburn auf.